# Premio Magalhães

Lyman James Briggs y Paul R. Heyl, 1922

El premio Magalhães, también conocido como medalla de Oro Magalhães (en inglés: Magellanic Premium, también Magellanic Gold Medal o Magellanic Prize) es una condecoración otorgada por la American Philosophical Society por contribuciones en los campos de la navegación (marítima, aérea o espacial), astronomía o filosofía natural.
El premio fue establecido en 1786 mediante una donación de João Jacinto de Magalhães. Benjamin Franklin, entonces presidente de la American Philosophical Society, la aceptó y estableció los rangos y normas de referencia bajo los cuales el premio sería concedido.

## Ganadores
- 1790 Francis Hopkinson
- 1792 Robert Patterson e William Thornton
- 1795 Nicholas Collin
- 1804 William Mugford e Benjamin Smith Barton
- 1807 John Garnett
- 1809 James Humphries
- 1820 Josiah Chapman
- 1823 James Ewing
- 1825 Charles D. Brodie
- 1836 James Pollard Espy
- 1864 Pliny Earle Chase
- 1887 Lewis M. Haupt
- 1922 Paul R. Heyl e Lyman James Briggs
- 1952 James Gilbert Baker
- 1953 Philip Van Horn Weems
- 1956 Karl von Frisch
- 1959 Charles Stark Draper
- 1960 Stuart William Seeley
- 1961 Edward L. Beach, Jr.
- 1966 William Hayward Pickering
- 1971 Paul M. Muller e William L. Sjogren
- 1975 Robert Herman e Ralph Alpher
- 1980 Martin Lindauer
- 1984 J. Frank Jordon
- 1988 George C. Weiffenbach e William H. Guier
- 1990 Joseph Hooton Taylor
- 1992 Edward Stone
- 1994 Gordon H. Pettengill
- 1997 Bradford Parkinson e Roger L. Easton
- 2000 Jocelyn Bell Burnell
- 2002 Wendy Freedman
- 2004 John E. Carlstrom
- 2008 Margaret Geller
- 2014 Alar Toomre
- 2018 Sandra Faber[1]

## Conexiones externas
- João Jacinto de Magalhães (1722-1790) (en portugués)
- Página oficial, American Philosophical Society (en inglés)

- Datos: Q6730088